# Michael Libal
Michael Libal (* 25. April 1941; † 17. November 2012) war ein deutscher Diplomat.

## Leben
Sein Vater war der Südosteuropa-Korrespondent der DPA, Wolfgang Libal (* 21. Mai 1912 in Prag; † 2008 in Wien).
Michael Libal studierte Geschichte, Politikwissenschaft, Soziologie und schrieb als Dissertation: Japans Weg in den Krieg. Die Außenpolitik der Kabinette Konoye 1940/1941. (erschienen bei Droste, Düsseldorf, 1971). Er war an den Botschaften der Bundesrepublik Deutschland in Moskau und Rom akkreditiert.
Zur Zeit der Entführung des Flugzeugs „Landshut“ 1977 war der Botschafterposten in Mogadischu verwaist; Libal arbeitete dort als Interim-Geschäftsträger. Am 17. Oktober 1977 führte er am Flughafen von Mogadischu im Auftrag des vor Ort anwesenden Staatsministers Hans-Jürgen Wischnewski Gespräche mit dem Anführer der Geiselnehmer, Zohair Youssif Akache alias Captain Martyr Mahmud. Libal befand sich im Kontrollturm und sprach per Funk mit dem Cockpit der Lufthansa-Boeing. Er war wesentlich an der Hinhaltetaktik, die letztendlich zur Geiselbefreiung führte, beteiligt und präsentierte dem Entführer immer wieder die Falschnachricht, deutsche Terroristen seien in einem Flugzeug in Deutschland gestartet und nach Mogadischu unterwegs bzw. schon angekommen.
„Mr. Libal sagte ihm [Mahmud], die Westdeutsche Regierung beuge sich seinen Forderungen. Er sagte, die Gefangenen der Baader-Meinhof Gang würden freigelassen und nach Mogadischu gebracht werden, räumte aber ein, dass es einiges an Zeit kosten würde, das zu erreichen. Der Entführer geriet über die Verzögerung außer sich, und es schloss sich der nachfolgende Wortwechsel an:
Mahmud:  Wie weit ist das entfernt?
Libal: Ich weiß es nicht.
Mahmud: Nun, ich weiß es, und Sie sollten sich beeilen, es herauszufinden.“
In Wirklichkeit diente diese, sich über etwa sieben Stunden hinziehende Gesprächsverwicklung dazu, den Einbruch der Dunkelheit abzuwarten: Kurz nach Mitternacht griff die GSG 9 der Bundespolizei zu, tötete Mahmud und befreite die Geiseln.
Anfang der 1990er, in der Zeit der Auflösung der Sozialistische Föderative Republik Jugoslawien leitete Michael Libal die Abteilung Südosteuropa im Außenministerium der Bundesrepublik Deutschland. Von 2001 bis 2005 war er Botschafter in Prag.
Michael Libal war verheiratet.

## Veröffentlichungen
- Japans Weg in den Krieg. Die Außenpolitik der Kabinette Konoye 1940-41. Düsseldorf 1971.
- Limits of persuasion. Germany and the Yugoslav Crisis, 1991-1992. 1997
- The Balkan Dilemma. An Interpretation of the Crisis. In: Harvard International Review. Band 18, Nr. 2, Spring 1996
- Germany and the Yugoslav Crisis, 1991-1992. Praeger, 1997
- Njemacka politika i jugoslavenska kriza 1991-1992.
- Grundfragen der Jugoslawienkrise aus Deutscher Sicht.
- Jugoslawien und die serbische Herausforderung 1991/1992.
- Reformpolitik und Systemkonkurrenz. Gorbatschows Haltung.
- The Road to Recognition. Germany, the EC and the disintegration of Yugoslavia 1991
- Ethnic Conflict in the Balkans and in the Caucasus. In: Journal of Southeast European and Black Sea Studies. Band 2, Nr. 2, Mai 2002.